# 근육 만타로
근육 만타로(キン肉万太郎, 킨니쿠 만타로)는 쾌걸 근육맨 2세에 등장하는 초인으로 본작의 주인공이다.

## 프로필
- 제59대 근육별 왕위 계승자
- 출신 : 근육별(엔트리국은 일본)
- 임시 거주지 : 도쿄도 오타구 미바리 공원
- 신장 : 176cm
- 체중 : 83kg
- 혈액형 : O형
- 초인강도 : 93만 파워
- 좋아하는 음식 : 갈비찜덮밥

## 소개
주인공이자, 근육 스구루의 아들. 통칭은 근육맨 2세다. 투니버스판 이름은 근육 만두로, 대원방송 재더빙판도 이를 따른다. 성우는 오노사카 마사야/강수진, 이주은(어린 시절, 대원방송에서만).

## 행적
근육맨 가문 왕자란 이유로 항상 놀기만 하는 바람에 헤라클레스 팩토리에서 꼴찌로 졸업해, 미파리 공원을 지키는 신세이다. 아버지 근육 스구루과 똑같이 주로 놀 생각과 먹을 생각만 하고 예쁜 여자들만 보면 사족을 못쓰고 여자들한테 인기가 없다. 겁이 많은 것 때문에, 주로 싸움이 있으면 도망치지만, 거의 친구들의 격려로 참여하게 된다. 그리고 싸울 때, 肉자라는 글자가 이마에 써지면, 용감해 지는듯. 고등학생인 니카이도 링코를 짝사랑한다. 지구에서의 악의 초인 대결 당시 자신을 위해서 세이우친이 MAX맨의 필살기를 받고 쓰러져 처음으로 우정의 힘을 느낀다.